# Curling-Weltmeisterschaft 2014
Die Curling-Weltmeisterschaft 2014 der Frauen und Männer werden räumlich und zeitlich getrennt ausgetragen.

## Damen
Die Curling-Weltmeisterschaft der Damen 2014 fand vom 15. bis 23. März in Saint John (New Brunswick), Kanada statt.

## Herren
Die Curling-Weltmeisterschaft der Herren 2014 fand vom 29. März bis 6. April in Peking, China statt.